# Сніговий крейсер
Сніговий крейсер (англ. Snow Cruiser) — всюдихід, який був створений Іллінойським технологічним інститутом (англ. Armour Institute of Technology) в 1939 році для чергової експедиції Річарда Берда до Антарктиди. Його конструктором був сподвижник Берда Томас Поултер.

## Опис
Для підвищення прохідності по специфічним антарктичним ландшафтам конструктори використовували два принципових рішення. По-перше, «крейсер» поставили на чотири величезних колеса — діаметром 120 дюймів (більше 3 м). Їх приводили в рух електродвигуни, що стояли у кожній маточині і отримували живлення від двох дизель-генераторів потужністю по 150 кінських сил кожен. По-друге, корпус машини мав 17-метрову довжину і подібне до лиж днище, при висоті від 3,7 до 5 метрів (у залежності від положення підвіски) і ширині 6,06 м. Через тріщини шириною до 4,5 м, якими рясніє антарктичний льодовик, снігохід мав «переповзати», як лижа, відштовхуючись колесами. Таким чином передбачалося долати і фірн (зернистий лід). На даху всюдихода передбачалося розмістити невеликий літак-біплан для ведення розвідки.

## Технічні характеристики
- Довжина: 17 м
- Ширина: 6,06 м
- Висота: 3,7-5 м (в залежності від положення підвіски)
- Маса: 34 тонни
- Двигун: два дизель-генератори потужністю 150 кінських сил кожен
- Витрата палива на один дизель 50 л / год
- Запас палива 9463 літра
- Електротрансмісія
- Шини: Goodyear — 3048 × 838,2, 12-шарові
- Дальність ходу: 8000 км
- Дальність ходу по запасу палива 3785 км
- Максимальна швидкість: 48 км / год
- Екіпаж: 5 чоловік

## Застосування

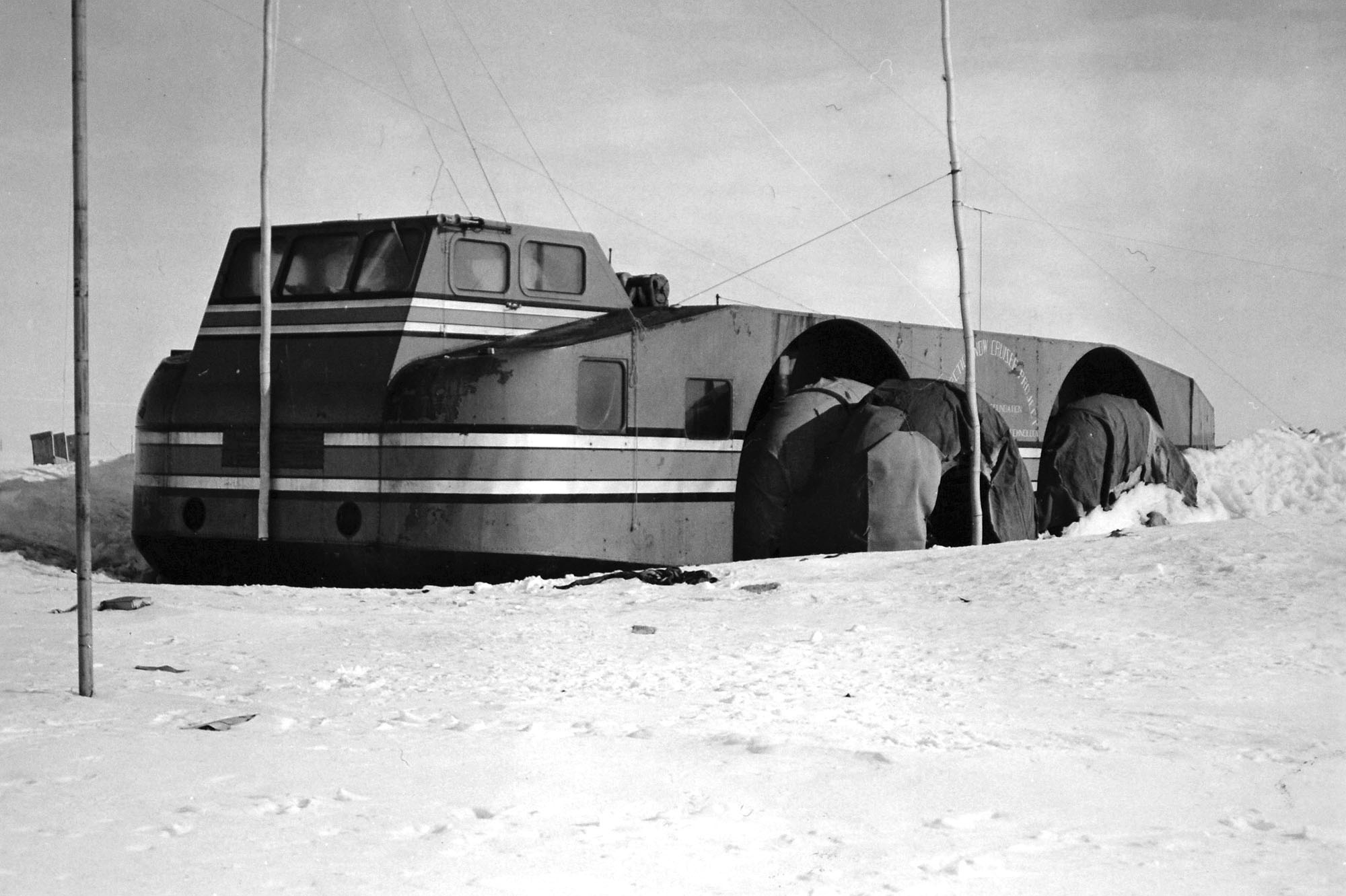
Антарктичний сніговий крейсер, коли його покинули (22 грудня 1940 р.)

У січні 1940 року всюдихід доставили до Антарктиди і сам Томас Поултер взяв участь в експедиції. «Сніговий крейсер» мав перетнути Антарктиду двічі, хрест-навхрест, об'їхавши майже всю берегову лінію і двічі побувати на полюсі. Запасу палива в баках мало б вистачити на 8000 км.
Але виявилося, що «Сніговий крейсер» не може рухатися снігом, бо колеса занурювалися в сніг на метр і безпорадно оберталися, не в силах зрушити «крейсер». Пробуючи виправити ситуацію, команда приєднала запасні колеса до передніх, збільшивши таким чином їх ширину удвічі, а на задні колеса наділи ланцюги. В результаті машина була здатна хоч якось рухатися. Причому виявилося, що при русі заднім ходом вона поводиться набагато впевненіше. Але все одно мотори всюдиходу раз у раз перегрівалися.
Всюдихід зміг проїхати Антарктидою заднім ходом за два тижні лише 148 кілометрів, після чого його довелося зупинити і екіпаж «крейсера» залишився жити в ньому як науковий персонал полярної станції. Через кілька місяців полярники покинули «Сніговий крейсер» через те, що фінансування проекту було припинено — увага громадськості переключилася на Другу світову війну.
Наступного разу учасники операції Highjump знайшли машину наприкінці 1946 року і з'ясували, що машина ціла, вимагає лише дрібного ремонту і накачування шин. У 1958 році міжнародна експедиція знову знайшла «Сніговий крейсер». За 18 років машину занесло декількома метрами снігу, але її розташування видавала завбачливо встановлена екіпажем висока бамбукова жердина, що стирчала на поверхні. Вимірявши кількість снігу від низу коліс, полярники змогли дізнатися кількість опадів, що випали за цей період. З тих пір всюдихід ніхто не бачив. За однією з версій, його занесло снігом остаточно. За іншою, він опинився на одному з величезних айсбергів, які відколюються від крижаного шельфу Антарктиди, а потім затонув в океані.